# Zephronia hysophila
Zephronia hysophila är en mångfotingart som beskrevs av Carl Graf Attems 1936. Zephronia hysophila ingår i släktet Zephronia och familjen Zephroniidae. Inga underarter finns listade i Catalogue of Life.